# Carl Joseph Samuel Franz Süssmilch
Carl Joseph Samuel Franz Süssmilch, född 17 mars 1779, död 20 februari 1846, var en svensk kontrabasist vid Kungliga Hovkapellet i Stockholm. 

## Biografi
Carl Joseph Samuel Franz Süssmilch föddes 17 mars 1779. Han anställdes 1 oktober 1817 som kontrabasist vid Kungliga Hovkapellet i Stockholm och slutade 1 juli 1841. Süssmilch avled 20 februari 1846.

### Familj
Süssmilch gifte sig första gången med Catharina Magdalena Gosselman (född 1784). Süssmilch gifte sig andra gången 22 april 1833 med änkan Gustava Charlotta Anrep (född Montan). De fick tillsammans barnen Mathilda Charlotta Adolfina Süssmilch (född 1819) och Sofia Ludvika Hildegard Süssmilch (född 1824).